# Oudlandpolder
Een oudlandpolder is een polder waar de invloed van de zee reeds lange tijd werd 'uitgeschakeld' door de aanleg van dammen of kleine defensieve zeewerende dijken. Oudlandpolders ontstonden doorgaans voor de 13e eeuw en ze werden, als geheel, voorafgegaan door de aanleg van kleinere inpolderingen. De blokverkaveling was vaak onregelmatig en de ontginning geschiedde niet planmatig. Daarnaast sloot de ontginning vaak aan op natuurlijke obstakels waardoor de verkaveling 'brokkelig' was. Een voorbeeld van een oudlandpolder is Biert op Putten. Oudlandpolder staat tegenover nieuwlandpolder, waar de invloed van de zee pas in meer recente tijd werd uitgesloten. De ontginning hiervan gebeurde vaak planmatig en de verkaveling was regelmatig.
Oudlandpolders vormen vaak een lagergelegen kern in een poldergebied, waaromheen later nieuwlandpolders werden aangelegd. Nieuwlandpolders konden langer opslibben en liggen daardoor hoger. Oudlandpolders konden ontstaan vanuit een zandbank of slijkplaat, die na de aanleg van dijken of dammen, ofwel een eiland vormde, bijvoorbeeld het Eiland van Cadzand, ofwel een nieuwe 'schil' als aanwas of landaanwinning op het oorspronkelijke vasteland.
Er ligt in Vlaanderen oudland onder meer tussen de Zydelinge en de Blankenbergse Dijk en in Zeeland rondom Cadzand, zoals de Oudelandse Polder, en in de nabijheid van Hulst.

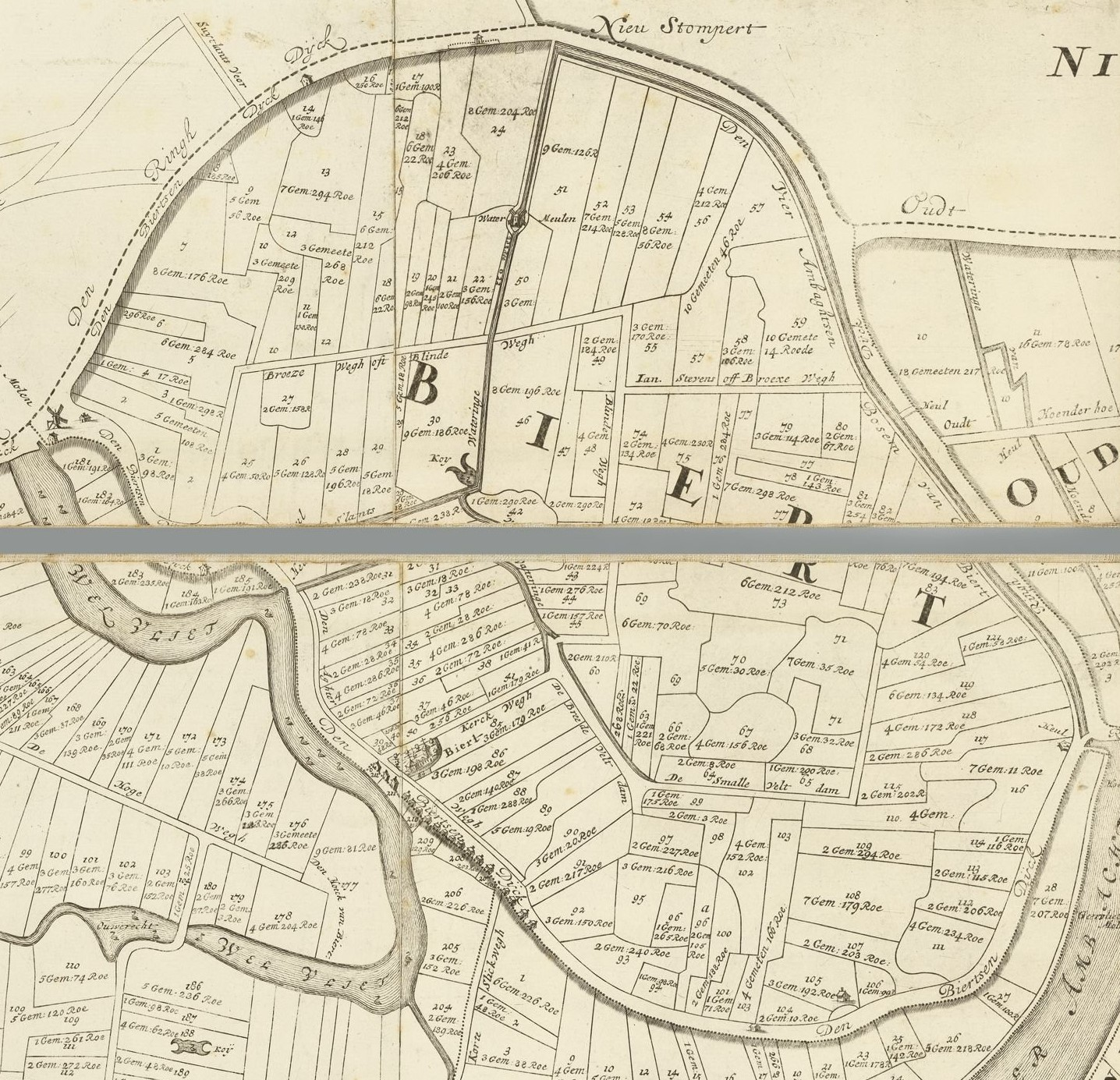
Kaart van Biert in 1700 wat een voorbeeld van oudlandpolder is.